# Peter Aufschnaiter
Pour les articles homonymes, voir Aufschnaiter.
Peter Aufschnaiter, né le 2 novembre 1899 à Kitzbühel et mort le 12 octobre 1973 à Innsbruck, est un ingénieur agronome, alpiniste et cartographe autrichien. Son nom est lié à celui de son compatriote Heinrich Harrer, avec qui il s'échappe du camp britannique de Dehradun en Inde du Nord en 1944 pour se réfugier au Tibet, où il séjourna jusqu'en janvier 1952.

## Biographie
Peter Aufschnaiter, né le 2 novembre 1899 à Kitzbühel dans le Tyrol, une station de sports d'hiver renommée située au pied du Kaisergebirge. Son père y était charpentier.
Lors la Première Guerre mondiale, ses études secondaires au lycée de Kufstein sont interrompues par sa mobilisation en 1917. Il prend part aux combats dans les Dolomites. Démobilisé, il finit le lycée en 1918 et gagne Munich pour faire des études d'agronomie.
En 1929 et 1931, il participe aux expéditions allemandes dirigées par Paul Bauer au Kangchenjunga dans le Sikkim. Au cours de ces expéditions, il a un premier contact avec des Tibétains et la langue tibétaine.
Le 22 avril 1933, après la prise de pouvoir par les nazis, il devient membre du NSDAP,.
À Munich, il fait la connaissance de plusieurs alpinistes allemands. De 1936 à 1939, il est secrétaire général de la Fondation allemande pour l'Himalaya, exploitée par les nazis pour leurs objectifs. Il était un proche confident et ami de Paul Bauer, le fondateur et directeur de la fondation.
En 1938, il se rend au Nanga Parbat avec Paul Bauer.
En 1939, il conduit la troisième expédition allemande au Nanga Parbat, à laquelle participe également Heinrich Harrer,. Elle est chargée par Himmler de faire du repérage en vue de l'ascension de la face nord-ouest du Nanga Parbat (« la Montagne Nue »), le 9e plus haut sommet du monde (8 126 m), aujourd'hui au Pakistan et à l'époque aux Indes britanniques. Après l'échec de plusieurs expéditions (10 morts en 1934, 16 morts en 1937), « la Montagne Noire » est devenue pour l'alpinisme allemand une obsession.
Le 3 septembre 1939, cinq minutes après la déclaration de la Seconde Guerre mondiale, les membres de l'expédition sont arrêtés par les autorités indo-britanniques au moment où ils s'apprêtent à gagner l'Iran faute d'avoir trouvé à Karachi le cargo censé les ramener au pays.
Pendant son incarcération comme prisonnier de guerre dans les camps britanniques du Nord de l'Inde, Aufschnaiter, qui parle déjà l'hindoustani, apprend le tibétain dans l'ouvrage de Charles Alfred Bell Manual of Colloquial Tibetan,. Le 29 avril 1944, en compagnie de Harrer et de cinq autres prisonniers, il parvient à s'échapper du camp de Dehra Dun situé au pied de l'Himalaya, à 190 km de la frontière tibétaine. Après un périple de près de deux ans, Aufschnaiter et Harrer parviennent à Lhassa le 15 janvier 1946,.
Les deux Européens séjournent à Lhassa pendant cinq ans. Sur place, leur situation administrative évolue. Le gouvernement tibétain souhaite les expulser et le gouvernement britannique fait aussi pression en ce sens, mais le représentant politique de l'Inde britannique au Sikkim Arthur Hopkinson prend leur défense, leur permettant de rester à Lhassa. Après avoir obtenu le statut de résidents permanents, ils sont nommés fonctionnaires du gouvernement, avec maison, écurie et domestiques.
Aufschnaiter, qui est ingénieur agronome de formation, donne aux Tibétains des conseils sur la façon d'améliorer les semences et réalise à la demande des autorités un canal d'irrigation des champs autour de Lhassa. Il conçoit un barrage sur la rivière Kyi chu pour protéger le palais de Norbulingka des inondations, ainsi qu'un canal d'amenée d'eau à Lhassa. Harrer surveille la réalisation des travaux.
Par la suite, les deux Autrichiens établissent une carte de Lhassa et des environs en vue de concevoir un réseau d'égouts.
Aufschnaiter se penche également sur les moyens d'améliorer le fonctionnement de la petite centrale électrique de Lhassa, laissée sans entretien et tombant en décrépitude depuis la mort de son constructeur, Ringang, un des quatre garçons de Rugby, et qui ne produit que l'alimentation électrique des machines de la Monnaie quand Robert W. Ford se trouve à Lhassa. Avec l'aide de Reginald Fox, un opérateur radio britannique qui en conçoit les plans, il construit une nouvelle centrale électrique beaucoup plus performante.
En raison de ses activités, Aufschnaiter est très connu des habitants de Lhassa, il est même encore plus apprécié que son compatriote Heinrich Harrer, selon Hisao Kimura, un ex-agent secret japonais qui a l'occasion de les rencontrer en 1948.
En 1950, quand le gouvernement chinois occupe le Tibet, Aufschnaiter quitte Lhassa, séjournant d'abord à Kyirong avant de rejoindre Katmandou au Népal en janvier 1952.
Il travaille comme cartographe au Népal, puis en Inde, à New Delhi pour le compte de l'armée indienne. Il finit par obtenir un passeport népalais qui lui permet de gagner des zones interdites où il découvre des fresques bouddhistes très anciennes. Selon Jeremy Bernstein qui le rencontre au Népal en 1967, il s'établit dans le pays où il travaille comme ingénieur agronome pour le compte de différentes organisations, dont la Swiss Technical Aid, et épouse une Tibétaine, Pema Lhaki. Il passe trois mois à l'ouest du Népal avec deux géologues, le Suisse Toni Hagen (en) et le Français Pierre Bordet. À partir de 1956, il travaille à Katmandou comme expert agronome pour l'ONU. Tous les trois ans, il retourne en Europe faire de l'alpinisme.
À la fin de sa vie, il rentre définitivement en Autriche. Victime d'ennuis de santé hérités d'une vie passée à la dure, il meurt en 1973 à Innsbruck, à l'âge de 73 ans.
Interrogé, avant sa mort, sur ce qu'il considérait être son meilleur souvenir, Aufschnaiter confia que c'était de « parcourir, seul, les étendues montagneuses du Tibet ».
Le récit du séjour d'Aufschnaiter au Tibet a fait l'objet, en 1983, d'un livre mis en forme par le tibétologue suisse Martin Brauen à partir des notes laissées par l'alpiniste. Titre : Peter Aufschnaiter. Sein Leben in Tibet.
Le film Sept Ans au Tibet, réalisé en 1997 par Jean-Jacques Annaud, s'inspire librement du livre autobiographique de Heinrich Harrer, Sept ans d'aventures au Tibet. Le rôle de Peter Aufschnaiter y est interprété par l'acteur David Thewlis. Dans le film, ce dernier et Aufschnaiter font les yeux doux à une couturière tibétaine, alors que le livre reste muet sur ce point. Dans l'ouvrage publié par Martin Brauen, Pema, le nom de la compagne de Peter Aufschnaiter, est mentionné lors de son séjour au Tibet.

## Œuvres
N'ayant pas les prédispositions littéraires de Heinrich Harrer, Peter Aufschnaiter est moins connu que lui, mais il est l'auteur de mémoires posthumes et d'articles de revues :
- (en) Diamir Side of Nanga Parbat, Reconnaissance 1939, in Himalayan Journal, 14, 1947, p. 110–115.
- (en) Escape to Lhasa 1944-1945, in Himalayan Journal, 14, 1947, p. 116–120.
- (en) Prehistoric Sites Discovered in Inhabited Regions of Tibet, in East and West, 7, 1956, S. 74-88.
- (en) Lands and Places of Milarepa, in East and West, N. S., 26, 1976, S. 175-189.
- (de) avec Martin Brauen (Hrsg.), Peter Aufschnaiter. Sein Leben in Tibet, 2, Auflage, Steiger Verlag, Innsbruck, 1988  (ISBN 3-85423-016-8) (ouvrage posthume) - (en) Peter Aufschnaiter's Eight Years in Tibet, Orchid Press, 2002, 208 p.